# لیبرتی (نبراسکا)
لیبرتی(به انگلیسی: Liberty) شهری در ایالت نبراسکا کشور ایالات متحده آمریکا است که جمعیت آن در سرشماری سال ۲۰۱۰ میلادی، ۷۶ نفر بوده‌است.